# Eagle Point (Wisconsin)
Eagle Point es un pueblo ubicado en el condado de Chippewa en el estado estadounidense de Wisconsin. En el Censo de 2010 tenía una población de 3.053 habitantes y una densidad poblacional de 17,79 personas por km².

## Geografía
Eagle Point se encuentra ubicado en las coordenadas 45°3′54″N 91°20′37″O / 45.06500, -91.34361. Según la Oficina del Censo de los Estados Unidos, Eagle Point tiene una superficie total de 171.63 km², de la cual 157.73 km² corresponden a tierra firme y (8.1%) 13.9 km² es agua.

## Demografía
Según el censo de 2010, había 3.053 personas residiendo en Eagle Point. La densidad de población era de 17,79 hab./km². De los 3.053 habitantes, Eagle Point estaba compuesto por el 98.62% blancos, el 0.1% eran afroamericanos, el 0.1% eran amerindios, el 0.43% eran asiáticos, el 0% eran isleños del Pacífico, el 0.03% eran de otras razas y el 0.72% pertenecían a dos o más razas. Del total de la población el 0.23% eran hispanos o latinos de cualquier raza.